# 金沢道

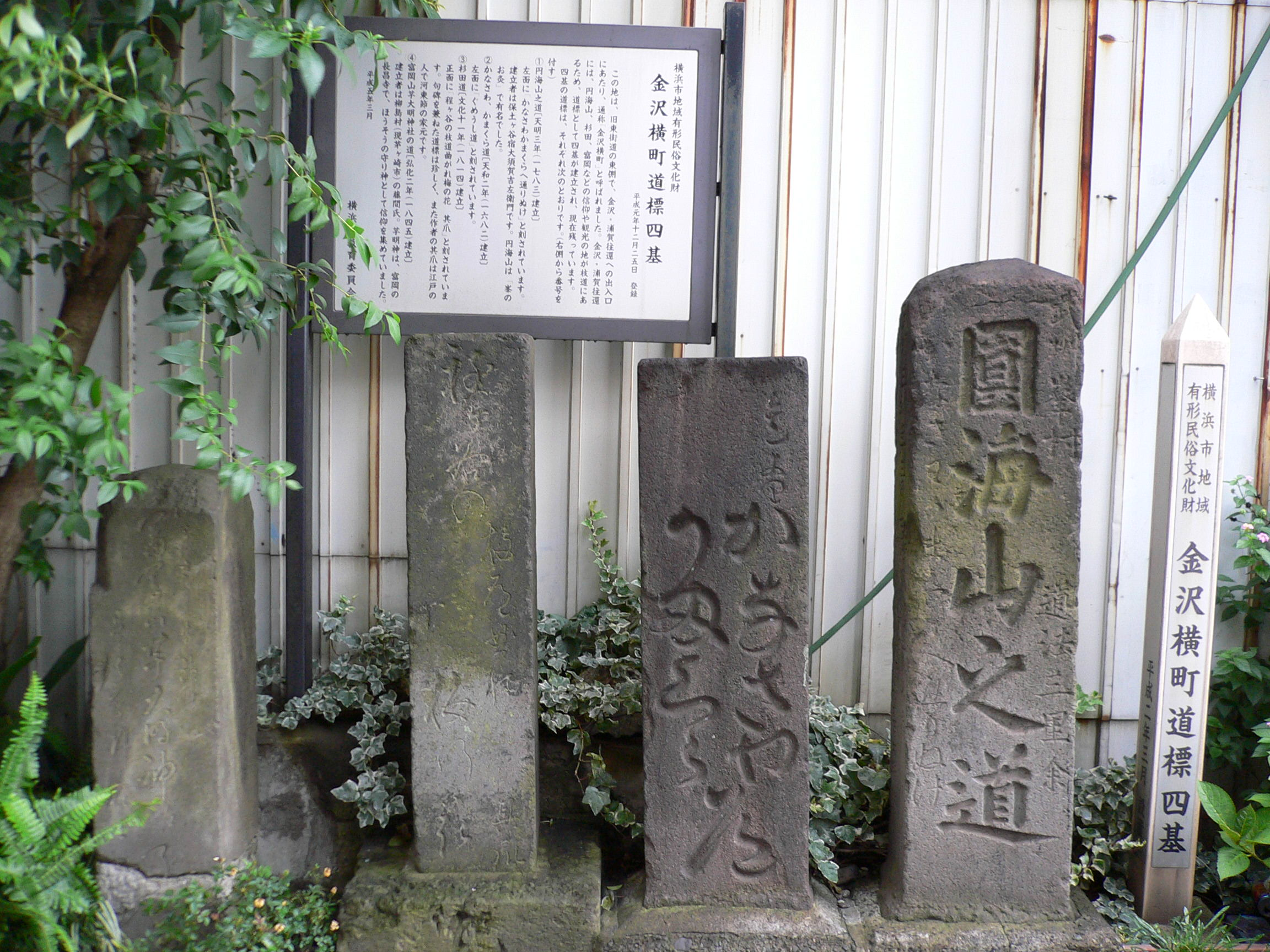
保土ケ谷・金沢横町道標

金沢道（かなざわみち）は、東海道五十三次保土ヶ谷宿（現・保土ケ谷駅）の金沢横町から金沢の六浦陣屋（現金沢八景駅）へ到る道の名称である。
金沢からは朝比奈切通しを経て鎌倉へ通じるため、金沢鎌倉道とも呼ばれる。

## 概要
平安時代以前の東海道は、鎌倉から金沢・六浦を経て三浦半島から房総半島へ渡っていた。
鎌倉時代に入って鎌倉街道が整備され、鎌倉から房総半島へ到る道は下道と呼ばるようになり、その途中の金沢から北上し保土ヶ谷（程ヶ谷）へ到る金沢道が開かれた。
経路
保土ヶ谷 - いわな坂 - 岩井 - 清水ヶ丘公園 - 蒔田 - 弘明寺 -上大岡 - 打越 - 栗木 - 能見台 - 金沢文庫・称名寺 - 町屋 - 瀬戸神社 - 金沢八景 （→鎌倉道・浦賀道）